# Henria hylecoites
Henria hylecoites är en tvåvingeart som först beskrevs av Pritchard 1960.  Henria hylecoites ingår i släktet Henria och familjen gallmyggor.
Artens utbredningsområde är Kalifornien. Inga underarter finns listade i Catalogue of Life.